# Mother and Child Reunion
Mother and Child Reunion est une chanson de Paul Simon, présente sur l'album Paul Simon (1972). Elle est parue en 45-tours et s'est classée quatrième dans les hit-parades américains. 
Alors que les paroles traitent d'un deuil, le titre a été inspiré à Paul Simon par le menu d'un restaurant chinois offrant un plat combinant du poulet et des œufs, appelé justement Mother and Child Reunion.
Cette chanson est vue comme une méditation sur la mort, en particulier la mort d'une mère et l'espoir de retrouvailles dans l'autre monde. La référence à un jour triste et endeuillé semble aller dans ce sens.
Cette chanson est considérée comme étant une des premières tentatives de faire de la musique reggae par un musicien blanc. Elle figure par ailleurs dans un épisode des Simpsons
Cissy Houston, la mère de la chanteuse Whitney Houston, fait partie des choristes de la version enregistrée sur l'album Mother and Child Reunion.